# ألبرت شفايتزر
ألبرت شفايتزر (بالألمانية: Albert Schweitzer) (1875 - 1965) فيلسوف وطبيب وعالم ديني وموسيقي ألماني٬ ٲصله من الألزاس. حصل عام 1952 على جائزة نوبل للسلام لفلسفته عن تقديس الحياة. لكن من أعظم وأشهر أعماله تأسيس وإدارة مستشفى في الغابون، غرب وسط أفريقيا.

## الفلسفة
نظرة شفايتزر للعالم تقوم على فكرته عن تقديس الحياة، التي كان يُعتقد أنها واحدة من ٲكبر مساهماته للبشرية. في رأيه، اضمحلال الحضارة الغربية يعود بالأساس إلى التخلي عن الأسس الأخلاقية.
وأعرب عن قناعته الراسخة بأن احترام الحياة هو أعلى مبدأ يجب التحلي به، وهذا التمجيد للحياة هو مماثل لتمجيد فريدريك نيتشه في كتابه: فلسفة الحضارة، في الفصل 26: الفلسفة الحقيقية يجب أن تنطلق من الواقع الفوري والمفهوم الواعي: (ٲنا مخلوق وٲريد ٲن ٲعيش في وسط مخلوقات تريد أن تعيش). الحياة والحب في رأيه يستندان ويتبعان نفس المبدأ، ألا وهو احترام كل مظهر من مظاهر الحياة سواءً منها الشخصية أو الروحية اتجاه الكون.
الأخلاق وفقا لشفايتزر، تكمن في الالتزام بإظهار الإرادة في العيش من طرف المرء خاصة ومن كل كائن مخلوق أيضا. ويبدو أن الظروف التي نكون فيها تمنعنا من أداء التزامنا، لا ينبغي أن تؤدي بنا إلى الانهزام، لأن رغبتنا في العيش هي في تجدد دائم وتطور مستمر.
ولكن كما أشار شفايتزر نفسه، ليس مستحيلا ولا صعبا على المرء أن يقضي حياته دون اتباع هذا المبدأ: تاريخ الفلسفة والدين في هذا العالم يعرب بشكل واضح عن كثير من حالات الحرمان من مبدأ تقديس الحياة. مشيرا بالخصوص إلى الفلسفة السائدة في العصور الوسطى بأوروبا وإلى الفلسفة البرهمانية بالهند.
منذ جِئنا هذا العالم مُنحنا ظروفا رهيبة لأن إرادة الحياة تتناقض مع ما يريده الفرد منا. الوجود مواجه للآخر وكل منهم مهدم للآخر أيضا. فقط بواسطة الفكر يتمكن الكائن من إرادة الحياة واعيا بإرادة عيش الآخر ورغبته في التضامن معه. هذا التضامُن للأسف لا يمكن أن يتحقق، لأن الحياة البشرية لا نجاة لها من الحيرة والظروف الرهيبة التي يجب أن نعيشها على حساب الآخرين. ولكن باعتبار ذلك ضرورة أخلاقيّة، الواحد منَّا يسعى إلى الهرب كلما كان ذلك ممكنا، ويضع الحد لهذا الانشقاق عن الرغبة في العيش.
شوايتزر نادى بمفهوم تقديس الحياة طِوال حياته، كما ٲشار إلى اضْمِحلال وفساد الفترة التاريخيّة المعروفة بالتنوير. كان يُؤكد ٲيضا على ٲساس الفكر الذي لم يكن جيِّدا بما فيه الكفاية. لهذا السَّبب كان يتطلَّع إلى مستقبل متجدِّد وبالتالي ٲكثر عُمقا لنهْضة وتنوير البشريّة (رٲيٌ كان قد ٲعرب عنه في خاتمةٍ لهُ الخروج من حياتي والفكر (مسيرة ذاتية).
ٲلبيرت شفايتزر كان يُغذِّي ٲمله في الجنس البشري الذي اعتبرهُ دائماً ٲكثر وعياً وٳدراكاً بالكون. تفاؤلُه استند في الاعتقاد في الحقيقة. فالرُّوح المتولِّدة عنِ الحقيقة هي ٲكبر من قُوَّةِ الظروف، كما ٲصرَّ على ضرورة التفكير ٲكثر من اتِّباع الآراء المنتشِرة على نِطاقٍ واسعٍ.
لا يُمكن لنا ٲن نضع جانباً المُثل العُليا التي ٲنشٲها المجتمع. ونحن نعْرفُ دائماً ٲن المجتمع مليء بالحماقة وسوف نُخدع بخصوص المسٲلة الإنسانية... الإنسانية تعني النَّظر عن وُجود وسعادة البشر كٲفراد.
احترام الحياة، كنتيجة للتَّٲمُّل ٳلى نفس ٳرادة الشخص الواعي بعيْشه تؤدِّي به ٳلى العيش في خدمة الشعب وكلِّ المخلوقات الحيَّة. شوايتزر تمتَّع باحترامٍ كبيرٍ نظراً لوضع نظريَّتِه مَوضِع التطبيق العمليّ في حياته.

## الموسيقى
ٲلبيرت شفايتزر كان عازفاً مشهوراً للأرغن، وكان مُهتماً جداً بموسيقى باخ. طوَّر أسلوباً بسيطاً في الأداء ٳلى حيث ٲنَّه كان يعتقدُ أنه أقرب ٳلى ما كان يريد الوصول ٳليه باخ. كما قيل أنه استند ٲساساً على ٳعادة تفسير وتقييم باخ الدِّينيَّة.
من خلال آخر نُسخة كتاب جوهان سبستيان باخ لعام 1907/، يتبيَّن أنه دعا ٳلى هذا الأُسلوب الجديد والذي كان له أثر كبير على طريقة أداء موسيقى باخ حالياً. ألبيرت شوايتزر كان دائما مشهورا ببناء جهاز الأرغن. وتسجيلاتُه وهو يلعب موسيقى باخ هي متواجدة على الأقراص المدمجة CDs.

## الطب
ألبيرت شفايتزر أمضى مُعظم حياته في لمباريني المعروف الآن بالغابون في أفريقيا. بعد إنهائه الدراسات الطبية عام 1913 م, ذهب مع زوجته هناك لإنشاء مستشفى قريبٍ من بعثةٍ متواجدة بالمكان. عالج الآلاف من المرضى، وتكلَّف بعناية مئاتٍ من مرضى الجُذام. كما تعامل مع العديد من ضحايا الشر الأفريقي أي مرض النوم.
في عام 1914 م اندلعت الحرب العالمية الأولى وبما أن شفايتزر وزوجته كانا ألمانيِّي الجنسية، فقد قُبض عليهما ووُضعا مؤقتا تحت إشراف العسكريين الفرنسيين. في 1918 م نُقِلا إلى ڭاريزون بفرنسا، وفي نفس العام بإقليم سان ريمي. هناك درس وكتب كتابه المشهور، كلما سمحت له الظروف ثقافة وأخلاق الذي نُشر في عام 1923 م وفي يوليوز 1917 م حصل على حريته عندما كان يعمل كمساعد طبيب وكمساعد قِسّ في استراسبورغ. بعد ذلك ألقى محاضرات عدة في كل الأماكن التي دعي إليها. وكان غرضه من ذلك هو نشر أفكاره المتعلقة بالثقافة والأخلاق وفي نفس الوقت جمع الأموال الكافية لإعادة بناء مستشفى لمباريني.
في 1924 م عاد إلى لمباريني حيث أدار إعادة بناء المستشفى، وبعد ذلك استانف ممارسته للطب، وأسفاره المتوالية إلى أوروبا لإلقاء محاضراته في جامعات عديدة، وهكذا انتشرت أفكاره ونظرياته شيئا فشيئا في أوروبا بأكملها وفي باقي ٲنحاء العالم أيضا.

## الدين
كعالم ديني شاب، أول أعماله المهمة التي حاز بها على سُمعة كبيرة كان كتابه׃ البحث عن اليسوع التاريخي 1930م، اسكتولوجكل بولس.

## آخر سنواته

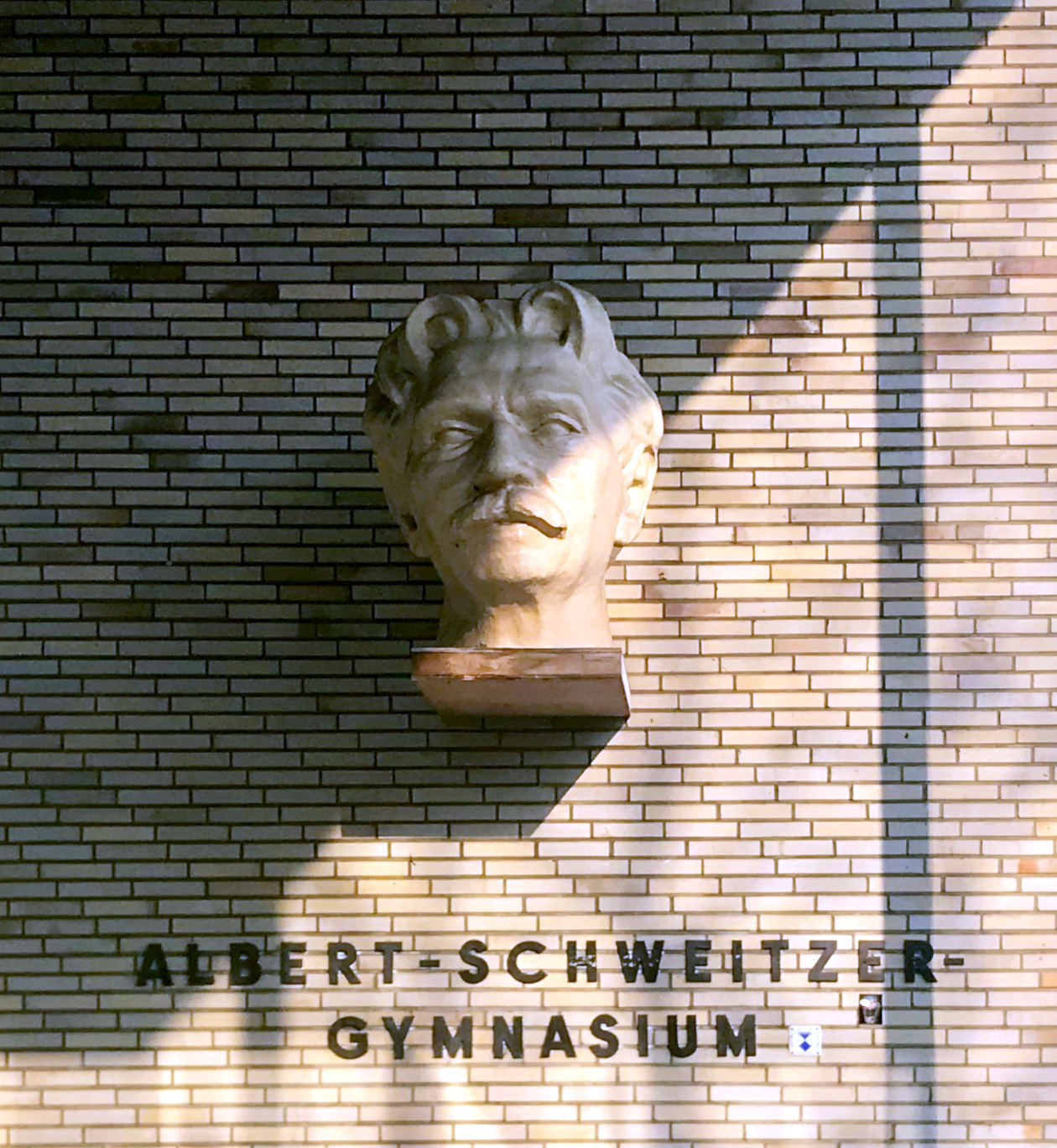
تمثال نصفي ألبرت شفايتزر

الفترة من 1939─1948 م ، شوايتزر مكث في لمباريني لأنه لم يستطع العودة في هذه الفترة إلى أوروبا بسبب الحرب العالمية الثانية. وبعد مُرور ثلاث سنوات من نهاية الحرب، عاد إلى أوروبا عام 1948 م وهكذا قضى السنوات الأخيرة من عُمره بين الذهاب إلى أوروبا والولايات المتحدة إلى أن توفي سنة 1965 م .
في عام 1952 م، حاز على جائزة نوبل للسلام، يُعتبر الخطاب الذي ألقاه عندما مُنح الجائزة من أفضل الخطابات السابقة مشكلة السلام٬ وهكذا منذ 1952 م وحتى وفاته كان يعمل بحماس دائم ضد التجارب والأسلحة النووية مع البيرت انشتاين وبيرتراند راسل. في عامي 1957─1958 م ألقى بإذاعة أوسلو أربع خطابات والتي تم نشرُها بعد ذلك تحت عنوان׃ السلم أو الحرب الذرية. وبهذا أصبح شوايتزر واحد من مؤسسي׃ ج
لجنة السياسة النووية العاقلة.
في عام 1952 م تم إنجاز فيلم عن حياته في منتصف الليل بطولة بيير فريسني كالدكتور شوايتزر وجان مورو كممرضته ميري.
شفايتزر توفي في 4 شتنبر 1965 م في لمباريني بالغابون.

## أهم الاحداث في حياته
- 1893 م درس الفلسفة وعلم الدين في جامعات ستراسبورغ٬ برلين وباريس.
- 1901 م ترأس المدرسة اللاهوتية في ستراسبورغ.
- 1905-1913 م درس الطب والجراحة.
- 1912 م تزوج من هيلين.
- 1913 م مارس كطبيب في لمباريني٬ أفريقيا.
- 1915 م طور أخلاقيات تقديس الحياة.
- 1917 م يعود مجبرا إلى فرنسا بسبب الحرب.
- 1919 م أول محاضرة مهمة له حول تقديس الحياة في جامعة أوبسالا بالسويد.
- 1919 م ولادة ابنته رينا.
- 1924 م عودة شوايتزر إلى لمباريني كطبيب٬ القيام بزيارات متكررة إلى أوروبا لجمع الأموال من أجل بناء المستشفى.
- 1928 م حصل على جائزة غوتي.
- 1939-1948م مكث شفايتزر في لمباريني بسبب الحرب.
- 1949 م زيارة الولايات المتحدة.
- 1948-1965 م بين لمباريني وأوروبا.
- 1953 م جائزة نوبل للسلام لسنة 1952 م.
- 1957-1958 م ألقى أربع محاضرات ضد التسلح والتجارب النووية.

## ببليوغرافيا مختارة
- اضمحلال واستعادة الحضارة / الحضارة والأخلاق (1923م)
- الفكر الهندي وتطوره (1935م)
- حياتي والفكر: مسيرة ذاتية (1931م)
- السلام أو الحرب الذرية (1958م)
- الخروج من حياتي والفكر: مسيرة ذاتية.
- السعي ليسوع التاريخي: دراسة نقدية للتقدم الذي أحرزه من ريماروس إلى وليام وريد.

## روابط خارجية
- ألبرت شفايتزر على موقع IMDb (الإنجليزية)
- ألبرت شفايتزر على موقع الموسوعة البريطانية (الإنجليزية)
- ألبرت شفايتزر على موقع مونزينجر (الألمانية)
- ألبرت شفايتزر على موقع ميوزك برينز (الإنجليزية)
- ألبرت شفايتزر على موقع أول موفي (الإنجليزية)
- ألبرت شفايتزر على موقع قاعدة بيانات الأفلام السويدية (السويدية)
- ألبرت شفايتزر على موقع إن إن دي بي (الإنجليزية)
- ألبرت شفايتزر على موقع أول ميوزيك (الإنجليزية)
- ألبرت شفايتزر على موقع ديسكوغز (الإنجليزية)
- ألبرت شفايتزر على موقع قاعدة بيانات الفيلم (الإنجليزية)